# Драгољуб Радивојевић
Драгољуб (Мојсила) Радивојевић (Блаце, 3. јануар 1888 — ?, 1944) био је српски командант. Носилац је Карађорђеве звезде са мачевима.

## Биографија
Радивојевић Мојсила Драгољуб рођен је 3. јануара 1888. године у Сварчи код Блаца, од оца Мојсила и мајке Саве. Отац Мојсило је био активни капетан и радио је у војном одсеку у Прокупљу. 
Драгољуб је учествовао у свим ратовима од 1912—1918. године. Истакао се већ у балканским ратовима и унапређен је у чин поднаредника. Рањавањ је септембра 1914. године на Гучеву и септембра 1916. године на Солунском фронту код Горничева. Прешао је преко Албаније и на солунском фронту је као наредник био командир митраљеског одељења. Одликован је Сребрним војничким одреном К3 са мачевима за подвиге на Солунском фронту, када је са својим митраљезом остао да штити одступницу својој јединици и под кишом куршума одржао положај.
Поред Карађорђеве звезде имао је и све споменице из минулих ратова, а био је одликован и орденом Југословенске круне 5. степена.
После ратова као поручник радио је до 1920. године у војном одсеку у Прокупљу, а затим се демобилисао. До Другог светског рата био је службеник бановинске болнице у Призрену. За време Другог светског рата био је помоћник команданта 2. косовског корпуса Драже Михаиловића; на тој дужности је погинуо 1944. године. Са супругом Милунком имао је синове Мирослава и Дамјана.